# Shōhei Mishima
Shōhei Mishima (japanisch 三島 頌平 Mishima Shōhei; * 20. November 1995 in Tajimi) ist ein japanischer Fußballspieler.

## Karriere
Mishima erlernte das Fußballspielen in der Jugendmannschaft des Koizumi SSC, in den Schulmannschaften der Teikyo University Middle School und Teikyo University Kani High School sowie in der Universitätsmannschaft der Chūō-Universität. Seinen ersten Vertrag unterschrieb er 2018 beim FC Gifu. Der Verein aus Gifu, einer Großstadt in der Präfektur Gifu auf Honshū, der Hauptinsel von Japan, spielte in der zweiten japanischen Liga, der J2 League. Am Ende der Saison 2019 stieg er mit Gifu in die dritte Liga ab. Nach insgesamt 79 Zweit- und Drittligaspielen wechselte er im Januar 2022 zum Zweitligisten Roasso Kumamoto.